# Condado de Leelanau
El condado de Leelanau (en inglés: Leelanau County, Míchigan), fundado en 1840, es uno de los 83 condados del estado estadounidense de Míchigan. En el año 2000 tenía una población de 21.119 habitantes con una densidad poblacional de 23 personas por km². La sede del condado es Suttons Bay.

## Geografía
Según la Oficina del Censo, el condado tiene un área total de 6558 km² (2532,0 mi²), de la cual 901 km² (347,9 mi²) es tierra y 5657 km² (2184,2 mi²) es agua.

## Condados adyacentes
- Condado de Schoolcraft norte
- Condado de Charlevoix noreste
- Condado de Antrim este
- Condado de Grand Traverse sureste
- Condado de Benzie sur
- Condado de Door oeste
- Condado de Delta noroeste

## Demografía
En el 2000 la renta per cápita promedia del condado era de $47 062, y el ingreso promedio para una familia era de $53 228. El ingreso per cápita para el condado era de $24 686. En 2000 los hombres tenían un ingreso per cápita de $35 719 frente a los $25 778 que percibían las mujeres. Alrededor del 5,40% de la población estaba bajo el umbral de pobreza nacional.

## Lugares

### Ciudades
- Traverse City (parcial)

### Villas
- Empire
- Northport
- Suttons Bay

### Lugares designados por el censo
- Cedar
- Glen Arbor
- Greilickville
- Lake Leelanau
- Leland
- Maple City
- Omena

### Comunidades no incorporadas
- Burdickville
- Glen Haven
- Peshawbestown

### Municipios
| - Municipio de Bingham - Municipio de Centerville - Municipio de Cleveland | - Municipio de Elmwood Charter - Municipio de Empire - Municipio de Glen Arbor | - Municipio de Kasson - Municipio de Leelanau - Municipio de Leland | - Municipio de Solon - Municipio de Suttons Bay |